# Управління у справах поліграфії і видавництв при Раді міністрів УРСР
Управління у справах поліграфії і видавництв (поліграфічної промисловості, видавництв і книжкової торгівлі) при Раді міністрів УРСР — вищий державний орган УРСР в галузі поліграфії та видавництв, входив до складу Ради Народних Комісарів (з 1946 року — Ради Міністрів) Української РСР.

## Історія
Утворене в 1944 році як Управління у справах поліграфії і видавництв при РНК УРСР. У березні 1949 року перейменоване на Управління у справах поліграфічної промисловості, видавництв і книжкової торгівлі при Раді міністрів УРСР. 10 квітня 1953 року увійшло до складу Міністерства культури УРСР.

## Начальники Управління у справах поліграфії і видавництв (поліграфічної промисловості, видавництв і книжкової торгівлі)
- Рудий Петро Євдокимович (1944—1951)
- Білозуб Василь Георгійович (1951—1953)